# Pattinaggio di velocità ai I Giochi olimpici invernali - 500 m maschile
La competizione dei 500 metri di pattinaggio di velocità dei I Giochi olimpici invernali si è svolta il giorno 26 gennaio 1924 a Chamonix.

## Risultati
| Pos.    | Concorrente            | Nazione       | Tempo  |
| ------- | ---------------------- | ------------- | ------ |
| Oro     | Charles Jewtraw        | Stati Uniti   | 44"0   |
| Argento | Oskar Olsen            | Norvegia      | 44"2   |
| Bronzo  | Roald Larsen           | Norvegia      | 44"8   |
| Bronzo  | Clas Thunberg          | Finlandia     | 44"8   |
| 5       | Asser Wallenius        | Finlandia     | 45"0   |
| 6       | Axel Blomqvist         | Svezia        | 45"2   |
| 7       | Charles Gorman         | Canada        | 45"4   |
| 8       | Joe Moore              | Stati Uniti   | 45"6   |
| 8       | Harald Strøm           | Norvegia      | 45"6   |
| 10      | Julius Skutnabb        | Finlandia     | 46"4   |
| 11      | Eric Blomgren          | Svezia        | 46"6   |
| 12      | Harry Kaskey           | Stati Uniti   | 47"0   |
| 13      | Sigurd Moen            | Norvegia      | 47"2   |
| 14      | Bill Steinmetz         | Stati Uniti   | 47"8   |
| 15      | Léonhard Quaglia       | Francia       | 48"4   |
| 16      | Alberts Rumba          | Lettonia      | 48"8   |
| 17      | Leon Jucewicz          | Polonia       | 49"6   |
| 18      | Albert Hassler         | Francia       | 50"6   |
| 19      | Louis De Ridder        | Belgio        | 52"8   |
| 20      | André Gegout           | Francia       | 53"2   |
| 21      | George de Wilde        | Francia       | 54"8   |
| 22      | Gaston Van Hazebroeck  | Belgio        | 55"8   |
| 23      | Frederick Dix          | Gran Bretagna | 56"4   |
| 23      | Philippe Van Volckxsom | Belgio        | 56"4   |
| 25      | Bernard Sutton         | Gran Bretagna | 1'00"8 |
| 26      | Marcel Moens           | Belgio        | 1'02"2 |
| 27      | Cyril Horn             | Gran Bretagna | 1'04"4 |